# Шпирич, Никола
Никола Шпирич (серб. Никола Шпирић, род. 4 сентября 1956) — боснийский сербский политик, один из лидеров Союза независимых социал-демократов. Спикер Палаты представителей, с января 2007 по январь 2012 года председатель Совета министров Боснии и Герцеговины, позже министр финансов.

## Биография
Родился в 1956 году в Дрваре, где в 1970 году окончил начальную школу. Среднее образование получил в Электротехнической школе в Сараеве, которую окончил в 1975 году. Первую академическую степень получил на экономическом факультете Сараевского университета в 1979 году, там же в 1982 году окончил магистратуру. Тема магистерской работы — «Формирование и испоьзование средств финансового развития в самоуправляемом обществе». С 1980 по 1982 год был сотрудником Сараевского университета. В 1992 году преподавал эмиссионное и государственное финансирование на экономическом факультете Баня-Лукского университета.
Активно участвовать в политике начал в 1993 году как член Сербской радикальной партии, где был избран на пост председателя исполнительного комитета. По окончании Боснийской войны основал в 1997 году Демократическую партию за Баня-Луку и Краину, но на следующий год был избран в парламент Боснии и Герцеговины на двухлетний срок от Сербской демократической партии. В ходе своего первого парламентского срока получил степень доктора философии в Баня-Лукском университете, защитив диссертацию по теме «Инвестиционная политика как компонент стратегического управления компанией».
В 2000 году назначен заместителем министра по правам человека и делам беженцев. В конце того же года избран депутатом Палаты народов от Партии демократического прогресса, занимал депутатский пост до 2002 года. За это время вошёл в Союз независимых социал-демократов и на всеобщих выборах 2002 года баллотировался уже от этого списка, получив около 30 тысяч голосов и в очередной раз став депутатом парламента.
С 2002 по 2006 год занимал посты спикера и вице-спикера Палаты представителей. В 2002 году стал экстраординарным, а в 2006 году — полным профессором Баня-Лукского университета. В 2006 году переизбран в парламент, получив 62,5 тысячи голосов, но депутатом не стал, вместо этого заняв пост председателя Совета министров Боснии и Герцеговины.
В ноябре 2007 года подал в отставку в связи с усилиями Верховного представителя по Боснии и Герцеговине Мирослава Лайчака по проведению одобренных Европейским союзом реформ в стране. Шпирич высказал опасения, что эти реформы нарушат сложившийся в Боснии этнический баланс. После четырёх месяцев в качестве главы временного правительства Шпирич был вновь назначен премьер-министром в конце февраля 2008 года, когда политический кризис был успешно разрешён.
В марте 2010 года в качестве премьер-министра Боснии и Герцеговины присутствовал на организованном Хорватией и Словенией Балканском саммите по Косово (независимость которого Босния на тот момент не признавала), но демонстративно покинул зал во время выступления косовского премьер-министра Хашима Тачи. В том же году переизбран в парламент, получив около 61 тысячи голосов. Переговоры о создании нового правительства продолжались в течение 14 месяцев после этих выборов и окончились в конце декабря 2011 года формированием кабинета во главе с Вьекославом Бевандой. В правительстве, образованном на основе этнических квот, представлявший сербов Шпирич получил должность министра финансов и заместителя председателя Совета министров.
Шпирич женат, от жены Нады имеет дочь и сына. В декабре 2012 года пострадал в автомобильной аварии: в автомобиль Шпирича врезалась частная машина. 18-летний водитель машины, его пассажиры и шофёр Шпирича получили лёгкие травмы, министру была сделана операция бедра.
В 2014 году переизбран в Палату представителей, а в 2019 году стал депутатом Палаты народов. В 2018 году Государственный департамент США включил имя Шпирича — на тот момент вице-председателя Союза независимых социал-демократов — в «чёрный список» лиц, которым запрещён въезд на территорию США. Американское агентство объяснило этот шаг наличием информации об участии сербского политика в коррупционных схемах; в чёрный список включён также председатель Союза независимых социал-демократов Милорад Додик. Несмотря на обвинения в коррупции, в сентябре 2020 года Шпирич был включён в состав парламентского комитета по надзору за выборами и координации борьбы с коррупцией.